# Kingsley (Michigan)
Kingsley is een plaats (village) in de Amerikaanse staat Michigan, en valt bestuurlijk gezien onder Grand Traverse County.

## Demografie
Bij de volkstelling in 2000 werd het aantal inwoners vastgesteld op 1469.
In 2006 is het aantal inwoners door het United States Census Bureau geschat op 1510, een stijging van 41 (2,8%).

## Geografie
Volgens het United States Census Bureau beslaat de plaats een oppervlakte van
2,9 km², geheel bestaande uit land. Kingsley ligt op ongeveer 324 m boven zeeniveau.

## Plaatsen in de nabije omgeving
De onderstaande figuur toont nabijgelegen plaatsen in een straal van 28 km rond Kingsley.